# Siegfried Wittenburg
Siegfried Wittenburg (* 7. Dezember 1952 in Rostock-Warnemünde) ist ein deutscher Fotograf und Autor. Er dokumentierte vor allem den Alltag im Norden der DDR in den 1980er Jahren, die Wende und friedliche Revolution 1989 sowie die ersten Jahre der Nachwendezeit.

## Leben
Der 1952 in Warnemünde geborene Wittenburg absolvierte von 1969 bis 1972 eine Ausbildung zum Funkmechaniker. Nach seinem Wehrdienst in der NVA war er als Service-Mechaniker, Fachgruppenleiter im VEB Schiffselektronik Rostock und Facharbeiter für Forschung und Lehre in der kardiologischen Klinik der Universität Rostock tätig.
1977 erwarb Wittenburg eine Praktica L und brachte sich autodidaktisch das Fotografieren bei. Während er zunächst vor allem sein näheres privates Umfeld und Erlebnisse auf seinen Reisen fotografierte, begann er bald mit dem Dokumentieren des DDR-Alltags, wobei er auch kritische Themen wie Armut, Mangelwirtschaft, Unzufriedenheit und Proteste nicht aussparte. Bereits bei seiner ersten Ausstellung 1981 wurden einige Bilder zensiert. Im gleichen Jahr wurde er Mitglied des Warnemünder Fotoklubs „Konkret“, dessen künstlerischer und organisatorischer Leiter er von 1982 bis 1991 war. Es folgten zahlreiche Ausstellungsbeteiligungen und Einzelausstellungen im In- und Ausland. Wegen seiner ungeschönten Einblicke in den DDR-Alltag geriet Wittenburg wiederholt in Konflikt mit staatlichen Stellen. 1986 erhielt er für seine in Warschau geplante erste freie Ausstellung nach diversen Repressalien erst kurz vor der Ausstellungseröffnung eine Ausreisegenehmigung. Kurz darauf wurde ihm für einige Zeit die Leitung des Fotoklubs entzogen und Wittenburg erhielt zusätzlich ein Hausverbot, da er sich für einen ebenfalls künstlerisch tätigen Freund eingesetzt hatte. In der Folge wurde er langjährig vom MfS observiert.
1987 konnte er seine künstlerische Leitungstätigkeit wieder aufnehmen. Ein Jahr später wurde Wittenburg als Fotografiker Mitglied im Verband Bildender Künstler der DDR. 1989 gab es über eine Ausstellung erneut Auseinandersetzungen mit der SED. Während der friedlichen Revolution 1989 dokumentierte Wittenburg zahlreiche Ereignisse der Wendezeit vor allem in Rostock.
Ab 1990 folgten weitere Ausstellungen in Rostock, Schleswig-Holstein und Wismar. Im Jahr danach trat Wittenburg aus dem Künstlerbund aus. Auch in der Nachwendezeit hielt Wittenburg weiterhin den Alltag der Menschen fest. Von 1990 bis 1995 war er als Mitarbeiter im Außendienst tätig. 1996 eröffnete er in Warnemünde die Ladengalerie „Ost Seh Haus“ und ein Fotostudio, in dem er als professioneller Fotograf tätig war. Ab 2002 war er bei der Rostocker Agentur QBUS als Manager und Fotografiker angestellt, danach von 2003 bis 2006 geschäftsführender Gesellschafter beim Buero Grasgruen.
Seit dem Jahr 2006 ist Wittenburg freiberuflich als Fotograf, Autor und Medienproduzent tätig. Für das Zeitgeschichte-Portal einestages steuerte er seit dem Jahr 2010 zahlreiche Artikel und Fotostrecken bei. Er initiierte die Wanderausstellung „Grüße aus der DDR“. Seine Bilder wurden für mehrere Buchveröffentlichungen genutzt. 2012 erschien sein Bild- und Textband Leben in der Utopie – Fotografien 1980-1996. Seit dem Jahr 2014 berichtet Siegfried Wittenburg in Zeitzeugengesprächen mit Schülern vom alltäglichen Leben in der DDR.
Siegfried Wittenburg lebt seit Anfang 2023 in Sanitz.

## Veröffentlichungen
- mit Stefan Wolle: Die sanfte Rebellion der Bilder: DDR-Alltag in Fotos und Geschichten. Primus-Verlag, Darmstadt, 2008, ISBN 978-3-89678-363-9.
- Siegfried Wittenburg (Hrsg.): Die friedliche, freiheitliche und demokratische Revolution Rostock '89. Rostock, 2009.
- Leben in der Utopie – Fotografien 1980–1996. Mitteldeutscher Verlag, Halle (Saale), 2019, 2. durchgesehene und überarbeitete Auflage, ISBN 978-3-96311-241-6.